# Lotus hebecarpus
Lotus hebecarpus är en ärtväxtart som beskrevs av Jan Bevington Gillett. Lotus hebecarpus ingår i släktet käringtänder, och familjen ärtväxter. Inga underarter finns listade i Catalogue of Life.